# Habib Zayat
Habib Zayât est un écrivain, orientaliste, né le 14 décembre 1874 à Damas en Syrie - Il est décédé le 1er février 1954 à Nice en France.

## Biographie
Habib Zayât, fils d'Ilyas Zayât, est né à Damas le 14 décembre 1874. Sa vie va se dérouler entre la capitale syrienne, où il passe sa jeunesse et commence une vie professionnelle au service de la Banque impériale ottomane avant de se rendre, en 1906, à Alexandrie pour des raisons professionnelles, puis à Avallon et Nice en France, où il s'installe à la suite de son union avec une Française.
M. Zayât est connu comme un pionnier incontesté et hautement estimé de l'histoire de l'Église grecque melkite. Ses ouvrages se retrouvent dans les grandes bibliothèques d'Europe. On lui connaît des correspondances avec les grands savants orientalistes de son époque, notamment Louis Massignon, Claude Cahen, Jean Sauvaget, Barbier de Meynard auquel il répond ici, à la suite d'une demande de ce dernier relative à deux manuscrits découverts par le savant damascène.
Habib Zayât consacre son temps libre à la recherche sur les manuscrits alors qu'il est toujours employé de la Banque Impériale Ottomane. Dès le début de son activité scientifique, il attire l'attention des Orientalistes. Son premier écrit en langue arabe connu s'intitule littéralement La Femme [arabe] à l'époque de l'idolâtrie qui se traduit également par la Femme [arabe] avant l'islamisme; il s'agit d'une lettre d'une quarantaine de pages qui fut ni vendue, ni distribuée dans les bibliothèques. Dans sa longue notice explicative parue en 1903, pour présenter le premier ouvrage proprement dit de Habib Zayât, qui le fera d'ailleurs connaître, sur le sujet des Bibliothèques de Damas et de ses environs, Damas, Saidnaya, Maaloula et Yabroud, Elias Raheb n'économise pas sa plume en faisant l'éloge de l'auteur : "On se sent donc porté à signaler spécialement toute tentative de progrès faite sur le terrain de la science. L'ouvrage que nous présentons aux lecteurs... en est un exemple. M. Habib Zayât, est certainement l'homme qui possède le mieux aujourd'hui l'histoire de sa nation. Son livre a contribué à exciter les intelligences, mais chose qui ne saurait étonner quiconque connaît la Syrie, les encouragements lui sont surtout venus des corps savants d'Europe".
Habid Zayât, au début de sa trentaine en 1903, avait déjà passé une dizaine d'années à travailler dans la bibliothèque de la Daheryé qui, à l'époque des Califes Omeyyades, était la plus importante de Damas. La Daheryé s'élevait au-dessus de la tombe du sultan Daher Bibros, ensevelie là en 676 de l'hégire (1291 de J.C.), et de son fils Saïd. Pendant de longs siècles cette bibliothèque est restée fermée. Habib Zayât nous en donne une description, plus scientifique que celle du catalogue officiel. Cette même année, on retrouve le jeune savant, membre de la Société asiatique.
Dans une nouvelle publication de 1935, La Croix dans l'Islam, l'orientaliste Zayât offre une étude très fouillée sur la situation de la Croix dans l'Islam, soit chez les chrétiens soumis aux princes musulmans soit au regard des musulmans eux-mêmes. Il s'agit d'une étude littéraire, rituelle et historique d'après les sources islamiques.
En 1936, il fonde une revue bisannuelle, Al-Khizanat al-Charquiyat dont le but était l'étude de la littérature et de l'histoire orientales. Cette revue était publiée à Harissa au Liban alors que le centre de rédaction se trouvait à Cimiez, un quartier de Nice en France. Habib Zayât y publiait des articles inédits retrouvés dans les bibliothèques dans lesquelles il avait travaillé, sur les questions orientales qu'elles soient chrétiennes ou musulmanes.
L'année 1938 est celle où paraît dans la revue Al-Maschrek, un ouvrage de sa plume, tout à fait pionnier sur Les Couvents Chrétiens en terre d'Islam. Dans ce travail, Habib Zayât est le premier à recourir aux sources islamiques, jusque-là ignorées, pour faire revivre les couvents chrétiens nombreux en terre d'Islam.
En 1940, que dit de lui, Monseigneur Joseph Nasrallah ? : "Habib Zayât, nous promet d'ici quelque temps une savante monographie sur la localité de Kara et sur ces manuscrits, nous serions téméraires de vouloir traiter un sujet dans lequel il est passé maître incontesté. De même cet érudit historien a étudié dans son Histoire de Saïdnaya, les manuscrits de ce village et la célèbre bibliothèque de son couvent".
La même année, Habib Zayât nous informe dans son ouvrage sur les bibliothèques de Damas, qu'il "a feuilleté tous les catalogues des bibliothèques orientales d'Europe, spécialement les catalogues des manuscrits syriaques de Londres et de Paris" et il ajoute qu'il n'a trouvé aucun manuscrit qui ait été écrit à Yabroud ou qui même ait appartenu à l'un de ses habitants...", et Mgr. Nasrallah d'ajouter : "Ce témoignage apporté par un homme qui depuis plus de quarante ans s'est spécialisé dans l'étude des manuscrits est d'un grand poids".
En revanche, l'examen d'autres manuscrits enfouis dans les bibliothèques d'Europe a permis au savant orientaliste de retrouver le récit encore inédit du martyre de plusieurs melkites tels : Youhanna Al-Marzouzi, Antonios qui s'apparentait au Calife Haroun al-Rachid, Riskallah de Damas, le prêtre Ishak du village de Hanak, etc.
En 1949, il publie, toujours dans la revue Al-Maschrek un long article de près de 100 pages intitulé Signes distinctifs des chrétiens et des juifs en Islam : la croix, la ceinture, le turban et la rondelle. Dans la notice qu'il lui a consacrée, Monseigneur Néophytos Edelby, écrit : "Il n'en reste pas moins qu'on doit être reconnaissant à M. Zayât d'avoir préparé pour l'histoire des chrétiens en Islam un matériel aussi abondant et aussi difficilement accessible pour quiconque n'a pas son érudition et sa longue expérience".
Un des meilleurs connaisseurs de l'Église grecque melkite de son temps, Habib Zayât l'était. Mgr. Lagier, Directeur Général de l'Œuvre d'Orient écrivait dans son ouvrage, devenu désormais un classique: "Pour trouver les traces de ces catholiques du début du deuxième millénaire, nous avons dû nous adresser à deux sources dont celle du savant orientaliste M. Habib Zayat. Ce qu'ont pu écrire les contemporains sur ces chrétientés perdues en terre d'Islam, M. Zayat le sait".
Même les autres Églises du Proche-Orient profiteront des travaux de M. Zayât, puisqu'au sujet des vicissitudes subies par les Églises de Mossoul, au VIIIe siècle, le père Maurice Fiey o.p. traitant de la question, affirme : "Ce sujet vaste et délicat, ne peut être passé sous silence par l'historien impartial. Il a été traité avec beaucoup d'objectivité par Habib Zayat dans son ouvrage arabe : Signes distinctifs des Chrétiens et des Juifs en Islam.
Habib Zayât, en véritable savant, savait partager sa passion en faisant part de copies de manuscrits qu'il possédait,, mais s'il est surtout connu pour ses découvertes de manuscrits et la publication de documents inédits, peu le connaissent à l'œuvre lorsqu'il porte à la connaissance du monde savant des pièces archéologiques notamment une sépulture, trouvée non loin de la ville de Damas et qui s'est avérée être celle du dernier évêque grec orthodoxe de Saidnaya. M. Zayat retrouve également, à Bab-Charki le quartier chrétien de Damas, un tombeau qu'il attribue à Mgr. Euthymios Saïfi, archevêque grec melkite catholique de Tyr et fondateur du Couvent Saint-Sauveur qui se situe au-dessus de la ville de Saïda au Liban.
Tout au long de ses cinquante années de travail éprouvé par la rigueur intellectuelle et l'aridité des bibliothèques, Habib Zayât se verra honoré par les pères jésuites de l'Université Saint-Joseph de Beyrouth qui lui ouvriront très tôt, entre 1903 et 1953, les pages de leurs périodiques (Al-Maschrek, Al-Bachir) et de leurs collections pour la publication de ses travaux et d'articles occasionnels. M. Zayat connaîtra ainsi une collaboration régulière avec les pères Louis Cheikho s.j., Henri Lammens s.j., Ferdinand Taoutel s.j., Antoine Salhani s.j., etc., mais aussi avec le R.P. Armalé, prêtre syrien catholique qui bénéficia, auprès des savants jésuites, du même accueil que M. Zayât.
Habib Zayât s'éteint en 1954. Il est inhumé à Avallon en France, dans le caveau de sa belle-famille.